# 吉爾莫爾 (阿肯色州)
吉爾莫爾（英語：Gilmore）是一個位於美國阿肯色州克里坦登縣的城市。

## 地理
吉爾莫爾的座標為35°24′40″N 90°16′39″W / 35.41111°N 90.27750°W，而該地的平均海拔高度為69米（即226英尺）。

## 人口
根據2020年美國人口普查的數據，吉爾莫爾的面積為35.097平方千米，當中陸地面積為35.00平方千米，而水域面積為0.07平方千米。當地共有人口176人，而人口密度為每平方千米5人。